# Nördliche Collinsmoräne
Die Nördliche Collinsmoräne ist eine Moräne am Fuß des Bellingshausen Dome auf der Fildes-Halbinsel von King George Island, der größten der Südlichen Shetlandinseln. 
Sie begrenzt die Eiskappe, die in den 1980er Jahren spanisch Glaciar Collins und deutsch Collinseiskappe genannt wurde, nach Nordwesten zum West Foreland hin.
Im Rahmen zweier deutscher Forschungsreisen zur Fildes-Halbinsel in den Jahren 1981/82 und 1983/84 unter der Leitung von Dietrich Barsch (Geographisches Institut der Universität Heidelberg) und Gerhard Stäblein (Geomorphologisches Laboratorium der Freien Universität Berlin), die als Gastwissenschaftler an der chilenischen Antarktisstation Teniente Rodolfo Marsh (heute Base Presidente Eduardo Frei Montalva) tätig waren, wurde die Moräne zusammen mit zahlreichen weiteren bis dahin unbenannten geographischen Objekten der Fildes-Halbinsel neu benannt und dem Wissenschaftlichen Ausschuss für Antarktisforschung (Scientific Committee on Antarctic Research, SCAR) gemeldet.

## Quelle
- Dietrich Barsch, Wolf-Dieter Blümel, Wolfgang-Albert Flügel, Roland Mäusbacher, Gerhard Stäblein und Wolfgang Zick: Untersuchungen zum Periglazial auf der König-Georg-Insel, Südshetlandinseln/Antarktika. Deutsche physiogeographische Forschungen in der Antarktis. Bericht über die Kampagne 1983/84. Berichte zur Polarforschung Nr. 24, November 1985. hdl:10013/epic.10024.d001, abgerufen am 22. Oktober 2019